# Anchichoerops natalensis
 Anchichoerops natalensis és una espècie de peix de la família dels làbrids i de l'ordre dels perciformes.

## Morfologia
Els mascles poden assolir els 75 cm de longitud total.

## Distribució geogràfica
Es troba a Moçambic i Sud-àfrica (KwaZulu-Natal i Transkei).